# Andrian de Moscou
Andrian (né Alexandre Guennadievitch Tchetvergov, en russe : Александр Геннадьевич Четвергов) né le 14 février 1951 à Kazan et décédé le 10 août 2005, dans le raïon Iourianski (en) (oblast de Kirov) fut primat de l'Église orthodoxe vieille-ritualiste russe avec le titre de Métropolite de Moscou et de toute la Russie du 12 février 2004 au 10 août 2005.